# Notre-Dame-de-Londres
Notre-Dame-de-Londres este o comună în departamentul Hérault din sudul Franței. În 2009 avea o populație de 485 de locuitori.

## Evoluția populației
| An        | 1975 | 1982 | 1990 | 1999 | 2006 | 2009 |
| --------- | ---- | ---- | ---- | ---- | ---- | ---- |
| Populație | 193  | 205  | 313  | 398  | 486  | 485  |